# Matthew Aylmer
Pour les articles homonymes, voir Aylmer.
Matthew Aylmer (v. 1650 – 18 août 1720), 1er baron Aylmer, est un amiral irlandais de la Royal Navy.

## Biographie

### Jeunesse
Il est le deuxième fils de Sir Christopher Aylmer de Balrath, dans le comté de Meath, et entre en 1678 dans la Royal Navy en tant que lieutenant sous la protection du duc de Buckingham. Au début de l'année suivante il est promu au rang de captain et sert de manière ininterrompue pendant les dix années suivantes au large des côtes de la régence d'Alger et dans la Méditerranée.

### Carrière militaire
En octobre 1688 il est nommé capitaine du HMS Swallow dans la Tamise, mais fait immédiatement état de son allégeance à la cause de la révolution. En 1690 il commande le HMS Royal Katherine et, à la bataille du cap Béveziers, il est l'un des seconds de Sir Ralph Delaval, l'amiral commandant l'escadre bleue. En 1692, toujours au commandement du Royal Katherine, il est à nouveau l'un des seconds du commandant en chef britannique à la bataille de Barfleur. En février 1693 il est promu au grade de contre-amiral et à celui de vice-amiral en 1694 alors qu'il accompagne l'amiral Russell dans la Méditerranée ; il est par la suite nommé Lord de l'Amirauté. En 1698, après le Traité de Ryswick, il est envoyé en Méditerranée en tant que Commandant en chef, principalement pour s'assurer du respect des traités auprès des régences de Tripoli, Tunis et d'Alger. Il rentre en Angleterre à la fin de l'année suivante.

### Carrière politique
En novembre 1699, déçu semble-t-il par la nomination de Churchill à l'Amirauté, il se retire du service actif, bien qu'il continue à occuper l'une des charges de Commissioners of the Navy jusqu'en juillet 1702. Il ne prend part à aucun combat et siège au Parlement en tant que baron puis comme Member of Parliament pour la circonscription de Douvres jusqu'à la mort du Prince George et la retraite de Churchill en novembre 1709, date à laquelle il est nommé « Commander-in-Chief of the fleet ». Au mois de juillet suivant, alors qu'il croise dans les Soundings, il tombe sur une escadre française escortant un convoi, les Britanniques capturent un navire marchand et Le Superbe, un vaisseau de ligne de 56 canons. Le reste parvient à s'échapper à la faveur de conditions météorologiques défavorables. Cet échec relatif est utilisé par le nouveau ministère comme prétexte pour le renvoyer en janvier 1711.
Il n'occupe plus de commandement en mer jusqu'à l'accession au trône de George Ier, avant d'être à nouveau nommé Commander-in-Chief, Ranger du Greenwich Park et second Gouverneur du Greenwich Hospital. Il occupe cette charge jusqu'à sa mort, et parvient à fonder une école au sein de l'hôpital pour les enfants de marins. En avril 1717 il est nommé Lord Commissioners de l'Amirauté, mais démissionne au début de l'année suivante ; il est promu Contre-Amiral de Grande-Bretagne, un titre purement honorifique, et est élevé dans la pairie d'Irlande sous le nom de Lord Aylmer of Balrath. Il est élu, pour le parti Whig, membre du Parlement pour Portsmouth en 1695 et pour Douvres en 1697, 1713, et 1715.
Il meurt le 18 août 1720 à la Maison de la Reine à Greenwich, et est enterré à l’église Saint-Alfège.

## Postérité
Un portrait en buste commandé par son descendant, le cinquième Lord Aylmer, est exposé à la National Maritime Museum à Greenwich.

## Descendance
- Son fils, Sir Christopher Aylmer, baron Balrath, épouse Margaret, Lady Plunkett, fille de Matthew, 5e comte de Louth, et Mary Fitzwilliam. De cette union naissent trois enfants :
  - Sir Gerald Aylmer
  - Matthew Aylmer
  - Catherine, elle épouse Michael Warren of Warrenstown, dont: Peter Warren, amiral
- Sa fille, Elizabeth Aylmer, épouse en 1699, l'amiral John Norris.